# آدام ولانچیک
آدام وُلانچیک (لهستانی: Adam Wolańczyk؛ ۹ مه ۱۹۳۶ – ۳ ژوئن ۲۰۲۲) بازیگر اهل لهستان بود. وی بین سال‌های ۱۹۶۰ تا ۲۰۰۷ میلادی فعالیت می‌کرد. او در سال ۱۹۸۹ برندهٔ صلیب شایستگی شد.
از فیلم‌ها یا برنامه‌های تلویزیونی که وی در آن نقش داشته‌است، می‌توان به پان تادئوش اشاره کرد.